# 持明院家定
持明院 家定（じみょういん いえさだ）は、鎌倉時代前期から中期にかけての貴族。権中納言、持明院家行の長男。官位は正四位下・左近衛中将。

## 経歴
嘉禄元年（1225年）左近衛少将に任ぜられる。嘉禄3年（1227年）6月28日、近衛長子の行啓に供奉した。貞永2年（1233年）正月24日：播磨守を兼ね、後に左近衛中将に昇任。
建長3年（1251年）卒去。最終官位は正四位下・左近衛中将。

## 系譜
- 父：持明院家行
- 母：藤原定能の娘
- 妻：藤原行頼の娘
  - 男子：持明院基盛（?-1277）
- 生母不明の子女
  - 男子：持明院基直
  - 男子：最善
  - 男子：守円